# 30254 Kamiński
30254 Kamiński è un asteroide della fascia principale. Scoperto nel 2000, presenta un'orbita caratterizzata da un semiasse maggiore pari a 2,875374 UA e da un'eccentricità di 0,019940, inclinata di 2,483328° rispetto all'eclittica.